# Бальтазар Гакет
Бальтаза́р Гаке́т, іноді Бальтазар Гаквет (Аке, Belsazar Hacquet; 1739, Ле-Конке, Франція — 10 січня 1815, Відень) — австрійський мандрівник, природознавець, геолог, географ, лікар, педагог, вчений-енциклопедист французького походження. Його вважають піонером в альпінізмі та в галузі дослідження природи Карпат. Досконало володів німецькою, французькою, англійською, латинською, чеською, словенською, польською мовами, а також українською мовою в обсязі, необхідному для читання лекцій у Львівському університеті. Б. Гакета можна назвати предтечею вивчення географії в цьому виші.

## Біографія
Народився в 1739 р. у французькому місті Ле-Конке у Бретані.
В єзуїтській колегії в Понт-а-Мусон здобув ступінь доктора філософії, у Монпельє та Парижі вивчав медицину. Закінчив навчання 1764 року у Віденському університеті.
У 1757—1763 рр. як воєнний хірург брав участь у Семилітній війні. У середині 1760-х років перебував у Каринтії. У 1773—1787 рр. жив і працював у Словенії (Любляна).

### Перебування в Галичині
У 1786 р. Б. Гакета запросив до Львова губернатор Галичини Йозеф Бріґідо. У 1787 р. вчений переїхав до Галичини. Тут працював до 1805 р. професором природничого (за іншими даними — лікарського) відділу Львівського університету. 20 травня 1788 року отримав номінацію професора біології медичного факультету Львівського університету. Акушерство та рільництво викладав українською мовою.
Протягом майже 20 років проживання в Галичині вивчав цей край та знайомив європейську громадськість зі своїми спостереженнями. Також у Львові одружився. Через ліквідацію Львівського університету 1805 року переїхав до Кракова.
Описав Львів, у якому нарахував 322 кам'яниці, 20 костелів та церков (до 1772 р. їх було 70), близько 3 тис. дерев'яних будинків і 40 тис. мешканців, із них 6 % німецькомовних.

### Маршрути подорожей Україною, Польщею, Молдовою
- 1788—1789 рр.: Путила — Кути — Яблунів — Коломия — Делятин — Надвірна — Станіслав (суч. Івано-Франківськ) — Калуш — Галич (том 1 видання Neueste physikalisch-politische Reisen in den Jahren 1788 bis 1795 durch die Dacischen und Sarmatischen oder Nordlichen Karpaten).
- 1788—1790 рр.: Зборів — Тернопіль — Чортків — Заліщики — Хотин — Могилів (суч. Могилів-Подільський) — Липкани — Ботошани (том 2).[9]
- 1791—1793 рр.: Галич — Єзупіль — Нижнів — Тлумач — Тисмениця — Майдан — Гвіздець — Заболотів — Кути — Путила — озеро «Чурєп» — витоки Пруту — витоки Бистриці-Надвірнянської — Надвірна — долина Бистриці-Солотвинської — Мізунь — Болехів — Тисів — Бубнище — долина Опору — Сколе — долина Стрия — Турка — Бориня — Дністрик (Дубовий) — Стрілки — Лінина — Старий Самбір — Лісько — Дукля — Кросно — Динів — Перемишль — Добромиль — Стара Сіль — Нагуєвичі — Стебник — Модричі — Дрогобич — Щирець — Любінь Великий — Шкло — Львів — Буськ — Сокаль — Замостя — Рава-Руська — Жовква — Мокротин — Львів (том 3). Також відвідав міста Бучач, Заліщики, Скала[6].
- 1794—1796 рр. (зі Львова до Нового Сонча через Краків): Львів — Жовква — Мокротин — Шкло — Янів — Городок — Родатичі — Яворів — Краковець — Немирів — Любачів — Ярослав — Ланьцут — Ряшів — Тарнів — Краків — Величка — Живєц — Старий Санч — Новий Санч (том 4).
- 1797: Львів — Гусятин — Кам'янець-Подільський — Могилів — Дубосари — Овідіополь — Одеса — Очаків — Херсон — Перекоп — Сімферополь — Бахчисарай — Севастополь — Євпаторія — Феодосія — Судак — Сімферополь — Перекоп — Херсон — Миколаїв — Торговиця — Умань — Тульчин — Радивилів — Львів (у Сімферополі Б. Гакет зустрівся з російським географом П.-С. Палласом, який тоді займався дослідженням Криму) (див. Reise durch die neu eroberten Provinzen Russlands, im Jahr 1797)[10].

### Останній період
У 1805—1810 рр. працював у Краківському університеті, зокрема, був деканом лікарського відділу (1807). У 1809 або 1810 р. переїхав до Відня, оскільки керівництво університетом взяли до своїх рук поляки. Щоправда, вони хотіли залишити вченого у Кракові, проте той відмовився.
10 січня 1815 р. помер у Відні, похований там же.

## Наукова діяльність
Був членом понад 20 європейських академій наук і наукових товариств: член Імператорського товариства землеробства (1772), його секретар (1774—1780), професор медицини в Ляйбаху (Любляна, 1773—1787), член Імператорської академії рідкісних явищ природи, член Курфюрстської академії в Майнці, Економічного товариства в Ляйпцігу, Ботанічно-економічного товариства у Флоренції, Землеробського товариства Сардинського королівства.
Автор близько 100 публікацій у галузі ботаніки, біології, географії та медицини.

## Публікації
- Альпійська рослинність Крайни (1782).
- Світ Крайни (4 томи, 1781—1787).
- Neueste physikalisch-politische Reisen in den Jahren 1788 bis 1795 durch die Dacischen und Sarmatischen oder Nordlichen Karpaten. Nurnberg 1790, 1791, 1794, 1796 (Новіші фізично-політичні подорожі Гакета в 1788—1795 рр. через Дакійські, Сарматські або Північні Карпати). Видрукувано німецькою мовою в Нюрнберзі у 4 томах.
- Reise durch die neu eroberten Provinzen Russlands, im Jahr 1797 (Подорож 1797 р. через новопридбані російські провінції), Ляйпціґ, 1798 (географічна характеристика Правобережної України та Криму).
- Автобіографія (1813).